# Carl Adolf Dahl
Carl Adolf Dahl, född 31 augusti 1828 i Idd vid Fredrikshald, död 26 december 1907, var en norsk ingenjör.
Dahl 1858–99 var stadsingenjör i Trondheim, där han till gagn for stadens materiella och ekonomiska utveckling genomförde en rad mycket betydande ingenjörsarbeten, bland annat utbyggnaden av hamnen med anslutning till järnvägen (1877–88) och av Rosenborg hamn på östsidan av Nidelvas utlopp (1894–99). Genom reglering, offentliga anläggningar och arkitektonisk kritik av byggverksamheten bidrog han i hög grad till stadens försköning.